# Ростовцев, Пётр Яковлевич
Пётр Яковлевич Ростовцев (7 июня 1863 — 1929) — земский деятель, депутат Государственной думы I созыва от города Воронежа.

## Биография
Отец, купец 2-й гильдии Землянского уезда Воронежской губернии Яков Семёнович Ростовцев, был также и землевладельцем. После смерти он передал своим двум сыновьям имение в 400 десятин земли в селе Берёзовка Землянского уезда.
В 1883 году Пётр окончил Воронежскую мужскую классическую гимназию, его соучениками были будущий гласный губернского земства А. А. Перелешин, будущий депутат Государственной Думы С. А. Петровский и М. С. Александров, ставший известным большевиком под псевдонимом Ольминский. По окончании гимназии поступил на юридический факультет Петербургского университета, но окончил его со степенью кандидата прав только в 1889 году. Двухлетняя задержка связана с женитьбой в 1887 году на дочери полковника Александре Александровне Смирновой — студентам по тогдашним правилам было запрещено венчаться, и обучение пришлось прервать.
С 1889 под 1894 выборный городской голова города Землянска.
С 1892 по 1899 — почетный мировой судья (избран уездным земским собранием). С 1894 — гласный Землянского уездного земского собрания.
С 1898 по 1901 — председатель уездной земской управы (на этой должности его сменил коллега и единомышленник А. Г. Хрущов). В качестве председателя уездной управы Ростовцев входил в уездную оценочную комиссию, в Землянский училищный совет и другие общественные организации.
С 1902 (возможно, и ранее) член губернской земской управы. В губернском земстве он член сметной и ревизионной комиссий, с 1905 член губернского присутствия по земским и городским делам, член губернского лесоохранительного комитета.
В ноябре 1905 года избран городским головой Воронежа. Осенью 1905 года вместе с А. Г. Хрущовым, статистиком Ф. А. Щербиной, врачом С. В. Мартыновым, педагогом Н. Ф. Бунаковым и санитарным врачом А. И. Шингарёвым он создаёт Воронежский комитет партии народной свободы.
17 апреля 1906 избран в Государственную думу I созыва от съезда воронежских городских избирателей. По просьбе городской думы он не сложил полномочия городского головы, а лишь ушёл в двухмесячный отпуск, отказавшись от жалования. Уезжая в Петербург, Ростовцев сказал: «Моя программа — программа народной свободы, я не отклонюсь ни вправо, ни влево от этой программы». Входил в Конституционно-демократическую фракцию. Член аграрной и финансовой комиссий. Подписал законопроект «42-х» по аграрному вопросу, законопроект «Об изменении статей 55-57 Учреждения Государственной Думы». Докладчик 9-го отдела по проверке прав членов Государственной Думы. Подписал около 10 коллективных запросов правительству, в том числе по поводу необоснованных арестов и репрессий, по поводу мобилизации казачьих полков второй и третьей очередей для несения службы внутри страны, по поводу необходимости всеобщей и полной амнистии.
10 июля 1906 года в г. Выборге подписал «Выборгское воззвание» и осужден по ст. 129, ч. 1, п. п. 51 и 3 Уголовного Уложения, приговорен к 3 месяцам тюрьмы и лишен права быть избранным на любые общественные должности. Возвращение на пост городского головы было невозможно. Но губернская администрация не имела юридических полномочий отрешить от должности лицо, избранное городской думой, но могло препятствовать возвращению Ростовцева на этот пост. Конфликт разрешился в ноябре 1907 года, когда Ростовцев подал рапорт; «Считая вредным для интересов городского управления отсутствие в составе управы городского головы и не видя близкого конца моего устранения от должности… нахожу нужным сложить столь лестное для меня звание городского головы».
Ростовцев жил в Берёзовке, до 1912 года находился под негласным надзором полиции.
В 1916 году городская дума учредила стипендию имени П. Я. Ростовцева для учащихся высших начальных училищ, П. Я. пожертвовал на стипендию 1000 рублей. Ростовцев входил в состав правления воронежского "Товарищества механического завода В. Г. Столля и Ко, в 1914 году стал его председателем.
Во время Первой мировой войны, в 1915 году Ростовцев стал уполномоченным Воронежского губернского комитета Земгора (Союза земств и городов). В марте 1917 года возглавил губернский исполнительный комитет, тогда же стал губернским уполномоченным Министерства земледелия при министре воронежце А. И. Шингарёве. Ростовцев был избран в состав Воронежской городской думы.
Во время гражданской войны Ростовцева заключали в конц лагерь как заложника. В октябре 1919 года Воронеж заняли войска К. К. Мамонтова и А. Г. Шкуро. Ростовцев был назначен председателем восстановленной белыми земской управы. Через месяц при наступлении красных он покинул город вместе с белыми войсками. Но не эмигрировал. Известно, что в 1922 году П. Я. Ростовцев вместе с А. Г. Хрущовым служил в Центробанке. Дальнейшая судьба неизвестна.

## Семья
- Брат — Михаил Яковлевич Ростовцев, глава земской управы, попечитель школ Землянского уезда, у него дочь Надежда и сын Николай[5].
- Сестра[источник не указан 1396 дней] — Надежда Яковлевна Ростовцева (1857—1898), первая жена педагога Константина Вентцеля
- Жена — Александра Александровна Ростовцева, урождённая Смирнова, организатор бесплатного амбулаторного приёма и детских яслей для крестьян, библиотеки в с. Муромка, до сих пор носящей её имя[5].
  - Сын — Всеволод (1892, Землянск — ?), работал электротехником. Арестован 20 сентября 1919 г. по обвинению в сотрудничестве с контрразведкой белых. Приговорён в расстрелу, после вмешательства наркома Л. М. Карахана[1] 7 февраля 1920 г. расстрел заменён на пожизненное заключение[6][c].
  - Дочь — Ольга (1894—?) сестра милосердия в Гражданскую войну, замужем за адвокатом Иосифом Михайловичем Караханом[5].
  - Дочь — Мария (1898—?), стенографистка и машинистка в институте Красной Профессуры, замужем за журналистом Николаем Покровским[d].
    - Внучка — Татьяна Николаевна Никулина (в девичестве Покровская) (1929—2014) артистка цирка на Цветном бульваре, замужем за Юрием Никулиным.

  - Дочь — Екатерина[5].